# Danaea plicata
Danaea plicata är en kärlväxtart som beskrevs av Christ. Danaea plicata ingår i släktet Danaea, och familjen Marattiaceae. Inga underarter finns listade i Catalogue of Life.